# جهان میانی
جهان میانی (به انگلیسی: Middle World) اصطلاحی است که ریچارد داوکینز برای اشاره به مقیاس‌های حدفاصل جهان کوانتومی و اتمی، و فضاهای میان‌ستاره‌ای و کهکشانی به کار گرفته است.